# Кемден-роуд (станція)
51°32′30″ пн. ш. 0°08′20″ зх. д. / 51.5418° пн. ш. 0.1388° зх. д.
Кемден-роуд (англ. Camden Road) — залізнична станція під орудою London Overground, обслуговує Кемден, Північний Лондон, Англія. Розташована на Північно-Лондонській лінії, між Кентиш-таун-Вест та Каледоніан-роуд-енд-Барнсбері. Пасажирообіг на 2017/18 — 5.016 млн. осіб

## Історія
- 7 грудня 1850 — відкрита як Кемден-роуд на North London Railway
- 1 липня 1870 — перейменована на Кемден-таун
- 5 грудня 1870 — відкрита на сьогоденному місці[4]
- 25 вересня 1950 — перейменована на Кемден-роуд, щоб уникнути плутанини із лондонською метростанцію Кемден-таун, що була відкрита в 1907 році. [5]

## Пересадки
- Пересадки на автобуси London Buses маршрутів:  29, 46, 253, 274 та нічних маршрутів: N29, N253, N279
- У кроковій досяжності розташована метростанція Кемден-таун

## Послуги
| Попередня станція | Лінія | Лінія                                       | Лінія | Наступна станція              |
| ----------------- | ----- | ------------------------------------------- | ----- | ----------------------------- |
| Кентиш-таун-Вест  |       | London Overground Північно-Лондонська лінія |       | Каледоніан-роуд-енд-Барнсбері |